# Volta Ciclista a Catalunya 2010
La Volta Ciclista a Catalunya 2010, novantesima edizione della corsa e valevole come quinta prova del calendario mondiale UCI 2010, si svolse in sei tappe precedute da un cronoprologo iniziale dal 22 al 28 marzo 2010, per un percorso totale di 1 042,7 km. Il corridore spagnolo Joaquim Rodríguez del Team Katusha si impose terminando in 25h16'03".

## Tappe
| Tappa  | Data     | Percorso                           | km      | Vincitore di tappa | Leader cl. generale |
| ------ | -------- | ---------------------------------- | ------- | ------------------ | ------------------- |
| Prol.  | 22 marzo | Lloret de Mar (cron. individuale)  | 3,6     | Paul Voss          | Paul Voss           |
| 1ª     | 23 marzo | Salt > Banyoles                    | 182,6   | Mark Cavendish     | Paul Voss           |
| 2ª     | 24 marzo | La Vall d'En Bas > La Seu d'Urgell | 185,9   | Xavier Tondó       | Joaquim Rodríguez   |
| 3ª     | 25 marzo | Oliana > Ascó                      | 209,7   | Jens Voigt         | Joaquim Rodríguez   |
| 4ª     | 26 marzo | Ascó > Cabacés                     | 181,2   | Davide Malacarne   | Joaquim Rodríguez   |
| 5ª     | 27 marzo | El Vendrell > Barcellona           | 161,9   | Samuel Dumoulin    | Joaquim Rodríguez   |
| 6ª     | 28 marzo | Montmeló                           | 117,8   | Juan José Haedo    | Joaquim Rodríguez   |
| Totale | Totale   | Totale                             | 1 042,7 |                    |                     |

## Squadre e corridori partecipanti
Al via si sono presentate ventidue squadre ciclistiche, tra le quali tutte le diciotto squadre con licenza UCI ProTeam. Le altre quattro squadre invitate furono: Andalucía-Cajasur, Xacobeo Galicia, Cofidis, Cervélo TestTeam, tutte aventi licenza UCI Professional Continental Team.
| N.      | Cod. | Squadra             |
| ------- | ---- | ------------------- |
| 1-8     | ALM  | AG2R La Mondiale    |
| 11-18   | AST  | Astana              |
| 21-28   | GCE  | Caisse d'Epargne    |
| 31-38   | EUS  | Euskaltel-Euskadi   |
| 41-48   | FOT  | Footon-Servetto     |
| 51-58   | FDJ  | Française des Jeux  |
| 61-68   | GRM  | Garmin-Transitions  |
| 71-77   | LAM  | Lampre-Farnese Vini |
| 81-88   | LIQ  | Liquigas-Doimo      |
| 91-98   | OLO  | Omega Pharma-Lotto  |
| 101-108 | QST  | Quick Step          |

| N.      | Cod. | Squadra           |
| ------- | ---- | ----------------- |
| 111-118 | RAB  | Rabobank          |
| 121-126 | SKY  | Team Sky          |
| 131-138 | THR  | Team HTC-Columbia |
| 141-148 | KAT  | Team Katusha      |
| 151-158 | MRM  | Team Milram       |
| 161-168 | RSH  | Team RadioShack   |
| 171-177 | SAX  | Team Saxo Bank    |
| 181-188 | ACA  | Andalucía-Cajasur |
| 191-198 | CTT  | Cervélo TestTeam  |
| 201-208 | COF  | Cofidis           |
| 211-218 | XAC  | Xacobeo Galicia   |

## Dettagli delle tappe

### Prologo
- 22 marzo: Lloret de Mar – Cronometro individuale – 3,6 km

Risultati
| Pos. | Corridore       | Squadra     | Tempo |
| ---- | --------------- | ----------- | ----- |
| 1    | Paul Voss       | Team Milram | 4'57" |
| 2    | Levi Leipheimer | RadioShack  | a 1"  |
| 3    | Andreas Klöden  | RadioShack  | a 2"  |

| Pos. | Corridore       | Squadra     | Tempo |
| ---- | --------------- | ----------- | ----- |
| 1    | Paul Voss       | Team Milram | 4'57" |
| 2    | Levi Leipheimer | RadioShack  | a 1"  |
| 3    | Andreas Klöden  | RadioShack  | a 2"  |

### 1ª tappa
- 23 marzo: Salt > Banyoles – 182,6 km

Risultati
| Pos. | Corridore       | Squadra      | Tempo    |
| ---- | --------------- | ------------ | -------- |
| 1    | Mark Cavendish  | HTC-Columbia | 4h15'26" |
| 2    | Juan José Haedo | Saxo Bank    | s.t.     |
| 3    | Aitor Galdós    | Euskaltel    | s.t.     |

| Pos. | Corridore       | Squadra     | Tempo    |
| ---- | --------------- | ----------- | -------- |
| 1    | Paul Voss       | Team Milram | 4h20'43" |
| 2    | Levi Leipheimer | RadioShack  | a 1"     |
| 3    | Andreas Klöden  | RadioShack  | a 2"     |

### 2ª tappa
- 24 marzo: La Vall d'En Bas > La Seu d'Urgell – 185,9 km

Risultati
| Pos. | Corridore         | Squadra      | Tempo    |
| ---- | ----------------- | ------------ | -------- |
| 1    | Xavier Tondó      | Cervélo      | 4h43'23" |
| 2    | Joaquim Rodríguez | Team Katusha | s.t.     |
| 3    | Luis León Sánchez | C. d'Epargne | a 48"    |

| Pos. | Corridore         | Squadra      | Tempo    |
| ---- | ----------------- | ------------ | -------- |
| 1    | Joaquim Rodríguez | Team Katusha | 9h04'12" |
| 2    | Xavier Tondó      | Cervélo      | a 10"    |
| 3    | Luis León Sánchez | C. d'Epargne | a 48"    |

### 3ª tappa
- 25 marzo: Oliana > Ascó – 209,7 km

Risultati
| Pos. | Corridore     | Squadra     | Tempo    |
| ---- | ------------- | ----------- | -------- |
| 1    | Jens Voigt    | Saxo Bank   | 4h43'28" |
| 2    | Rein Taaramäe | Cofidis     | s.t.     |
| 3    | Paul Voss     | Team Milram | a 34"    |

| Pos. | Corridore         | Squadra      | Tempo     |
| ---- | ----------------- | ------------ | --------- |
| 1    | Joaquim Rodríguez | Team Katusha | 13h48'14" |
| 2    | Xavier Tondó      | Cervélo      | a 10"     |
| 3    | Rein Taaramäe     | Cofidis      | a 46"     |

### 4ª tappa
- 26 marzo: Ascó > Cabacés – 181,2 km

Risultati
| Pos. | Corridore         | Squadra      | Tempo    |
| ---- | ----------------- | ------------ | -------- |
| 1    | Davide Malacarne  | Quick Step   | 4h50'03" |
| 2    | Andreas Klöden    | RadioShack   | a 36"    |
| 3    | Luis León Sánchez | C. d'Epargne | a 37"    |

| Pos. | Corridore         | Squadra      | Tempo     |
| ---- | ----------------- | ------------ | --------- |
| 1    | Joaquim Rodríguez | Team Katusha | 18h38'57" |
| 2    | Xavier Tondó      | Cervélo      | a 10"     |
| 3    | Rein Taaramäe     | Cofidis      | a 43"     |

### 5ª tappa
- 27 marzo: El Vendrell > Barcellona – 161,9 km

Risultati
| Pos. | Corridore         | Squadra      | Tempo    |
| ---- | ----------------- | ------------ | -------- |
| 1    | Samuel Dumoulin   | Cofidis      | 4h04'45" |
| 2    | Rein Taaramäe     | Cofidis      | s.t.     |
| 3    | Joaquim Rodríguez | Team Katusha | s.t.     |

| Pos. | Corridore         | Squadra      | Tempo     |
| ---- | ----------------- | ------------ | --------- |
| 1    | Joaquim Rodríguez | Team Katusha | 22h43'42" |
| 2    | Xavier Tondó      | Cervélo      | a 10"     |
| 3    | Rein Taaramäe     | Cofidis      | a 43"     |

### 6ª tappa
- 28 marzo: Circuito di Catalogna, Montmeló – 117,8 km

Risultati
| Pos. | Corridore       | Squadra      | Tempo    |
| ---- | --------------- | ------------ | -------- |
| 1    | Juan José Haedo | Saxo Bank    | 2h32'21" |
| 2    | Robert Förster  | Team Milram  | s.t.     |
| 3    | Nicolas Roche   | AG2R La Mon. | s.t.     |

| Pos. | Corridore         | Squadra      | Tempo     |
| ---- | ----------------- | ------------ | --------- |
| 1    | Joaquim Rodríguez | Team Katusha | 25h16'03" |
| 2    | Xavier Tondó      | Cervélo      | a 10"     |
| 3    | Rein Taaramäe     | Cofidis      | a 43"     |

## Evoluzione delle classifiche
| Tappa              | Vincitore          | Classifica generale | Classifica scalatori | Classifica sprint    | Classifica squadre |
| ------------------ | ------------------ | ------------------- | -------------------- | -------------------- | ------------------ |
| Prol.              | Paul Voss          | Paul Voss           | non assegnata        | non assegnata        | Team RadioShack    |
| 1ª                 | Mark Cavendish     | Paul Voss           | Peter Stetina        | Jonathan Castroviejo | Team RadioShack    |
| 2ª                 | Xavier Tondó       | Joaquim Rodríguez   | David Gutiérrez      | Jonathan Castroviejo | Team Katusha       |
| 3ª                 | Jens Voigt         | Joaquim Rodríguez   | David Gutiérrez      | Jonathan Castroviejo | Team Katusha       |
| 4ª                 | Davide Malacarne   | Joaquim Rodríguez   | David Gutiérrez      | Jonathan Castroviejo | Team Katusha       |
| 5ª                 | Samuel Dumoulin    | Joaquim Rodríguez   | David Gutiérrez      | Jonathan Castroviejo | Team Katusha       |
| 6ª                 | Juan José Haedo    | Joaquim Rodríguez   | David Gutiérrez      | Jonathan Castroviejo | Team Katusha       |
| Classifiche finali | Classifiche finali | Joaquim Rodríguez   | David Gutiérrez      | Jonathan Castroviejo | Team Katusha       |

## Classifiche finali

### Classifica generale
| Pos. | Corridore         | Squadra        | Tempo     |
| ---- | ----------------- | -------------- | --------- |
| 1    | Joaquim Rodríguez | Team Katusha   | 25h16'03" |
| 2    | Xavier Tondó      | Cervélo        | a 10"     |
| 3    | Rein Taaramäe     | Cofidis        | a 43"     |
| 4    | Luis León Sánchez | C. d'Epargne   | a 45"     |
| 5    | Nicolas Roche     | AG2R La Mon.   | a 1'20"   |
| 6    | Ryder Hesjedal    | Garmin         | s.t.      |
| 7    | Michel Kreder     | Garmin         | a 1'21"   |
| 8    | Roman Kreuziger   | Liquigas-Doimo | a 1'22"   |
| 9    | Janez Brajkovič   | RadioShack     | a 1'25"   |
| 10   | Rémy Di Grégorio  | F. des Jeux    | a 1'26"   |

### Classifica scalatori
| Pos. | Corridore       | Squadra      | Punti |
| ---- | --------------- | ------------ | ----- |
| 1    | David Gutiérrez | Footon       | 46    |
| 2    | Javier Ramírez  | Andalucia    | 38    |
| 3    | Jérémy Roy      | F. des Jeux  | 27    |
| 4    | Xavier Tondó    | Cervélo      | 25    |
| 5    | Cyril Dessel    | AG2R La Mon. | 25    |

### Classifica sprint
| Pos. | Corridore            | Squadra      | Punti |
| ---- | -------------------- | ------------ | ----- |
| 1    | Jonathan Castroviejo | Euskaltel    | 15    |
| 2    | Javier Ramírez       | Andalucia    | 7     |
| 3    | Jan Bakelants        | Omega Pharma | 6     |
| 4    | Sergio De Lis        | Euskaltel    | 6     |
| 5    | Dario Cataldo        | Quick Step   | 4     |

### Classifica squadre
| Pos. | Squadra            | Tempo     |
| ---- | ------------------ | --------- |
| 1    | Team Katusha       | 68h15'52" |
| 2    | Française des Jeux | a 23"     |
| 3    | Garmin-Transitions | a 47"     |
| 4    | Team RadioShack    | a 55"     |
| 5    | Astana             | a 1'21"   |

## Punteggi UCI
| Pos. | Corridore             | Squadra        | Punti |
| ---- | --------------------- | -------------- | ----- |
| 1    | Joaquim Rodríguez     | Team Katusha   | 106   |
| 2    | Xavier Tondó          | Cervélo        | 86    |
| 3    | Rein Taaramäe         | Cofidis        | 79    |
| 4    | Luis León Sánchez     | C. d'Epargne   | 64    |
| 5    | Nicolas Roche         | AG2R La Mon.   | 52    |
| 6    | Ryder Hesjedal        | Garmin         | 40    |
| 7    | Michel Kreder         | Garmin         | 34    |
| 8    | Roman Kreuziger       | Liquigas-Doimo | 20    |
| 9    | Janez Brajkovič       | RadioShack     | 10    |
| 10   | Juan José Haedo       | Saxo Bank      | 10    |
| 11   | Paul Voss             | Team Milram    | 8     |
| 12   | Samuel Dumoulin       | Cofidis        | 7     |
| 13   | Mark Cavendish        | HTC-Columbia   | 6     |
| 14   | Andreas Klöden        | RadioShack     | 6     |
| 15   | Davide Malacarne      | Quick Step     | 6     |
| 16   | Jens Voigt            | Saxo Bank      | 6     |
| 17   | Rémy Di Grégorio      | F. des Jeux    | 4     |
| 18   | Robert Förster        | Team Milram    | 4     |
| 19   | Levi Leipheimer       | RadioShack     | 4     |
| 20   | Aitor Galdós          | Euskaltel      | 3     |
| 21   | Jan Bakelants         | Omega Pharma   | 1     |
| 22   | Sandy Casar           | F. des Jeux    | 1     |
| 23   | Lucas Sebastián Haedo | Saxo Bank      | 1     |
| 24   | David Loosli          | Lampre         | 1     |
| 25   | Marco Marzano         | Lampre         | 1     |
| 26   | Dominik Nerz          | Team Milram    | 1     |
| 27   | Davide Viganò         | Team Sky       | 1     |

| Pos. | Squadra             | Punti |
| ---- | ------------------- | ----- |
| 1    | Team Katusha        | 106   |
| 2    | Cervélo TestTeam    | 86    |
| 3    | Cofidis             | 86    |
| 4    | Garmin-Transitions  | 74    |
| 5    | Caisse d'Epargne    | 64    |
| 6    | AG2R La Mondiale    | 52    |
| 7    | Liquigas-Doimo      | 20    |
| 8    | Team RadioShack     | 20    |
| 9    | Team Saxo Bank      | 17    |
| 10   | Team Milram         | 13    |
| 11   | Quick Step          | 6     |
| 12   | Team HTC-Columbia   | 6     |
| 13   | Française des Jeux  | 5     |
| 14   | Euskaltel-Euskadi   | 3     |
| 15   | Lampre-Farnese Vini | 2     |
| 16   | Omega Pharma-Lotto  | 1     |
| 17   | Team Sky            | 1     |

| Pos. | Nazione     | Punti |
| ---- | ----------- | ----- |
| 1    | Spagna      | 259   |
| 2    | Estonia     | 79    |
| 3    | Irlanda     | 52    |
| 4    | Canada      | 40    |
| 5    | Paesi Bassi | 34    |
| 6    | Germania    | 25    |
| 7    | Rep. Ceca   | 20    |
| 8    | Francia     | 12    |
| 9    | Argentina   | 11    |
| 10   | Slovenia    | 10    |
| 11   | Italia      | 8     |
| 12   | Regno Unito | 6     |
| 13   | Stati Uniti | 4     |
| 14   | Belgio      | 1     |
| 15   | Svizzera    | 1     |